# Herrenhof TG
| TG ist das Kürzel für den Kanton Thurgau in der Schweiz. Es wird verwendet, um Verwechslungen mit anderen Einträgen des Namens Herrenhof zu vermeiden. |

Herrenhof ist eine Ortschaft der Gemeinde Langrickenbach des Bezirks Kreuzlingen des Kantons Thurgau in der Schweiz.
Bis 1997 war Herrenhof eine Ortsgemeinde der Munizipalgemeinde Langrickenbach. Am 1. Januar 1998 fusionierte die Ortsgemeinde Herrenhof zur politischen Gemeinde Langrickenbach.

## Geographie
Das südwestlich von Altnau liegende Haufendorf Herrenhof ist mit Langrickenbach fast zusammengewachsen.

## Geschichte

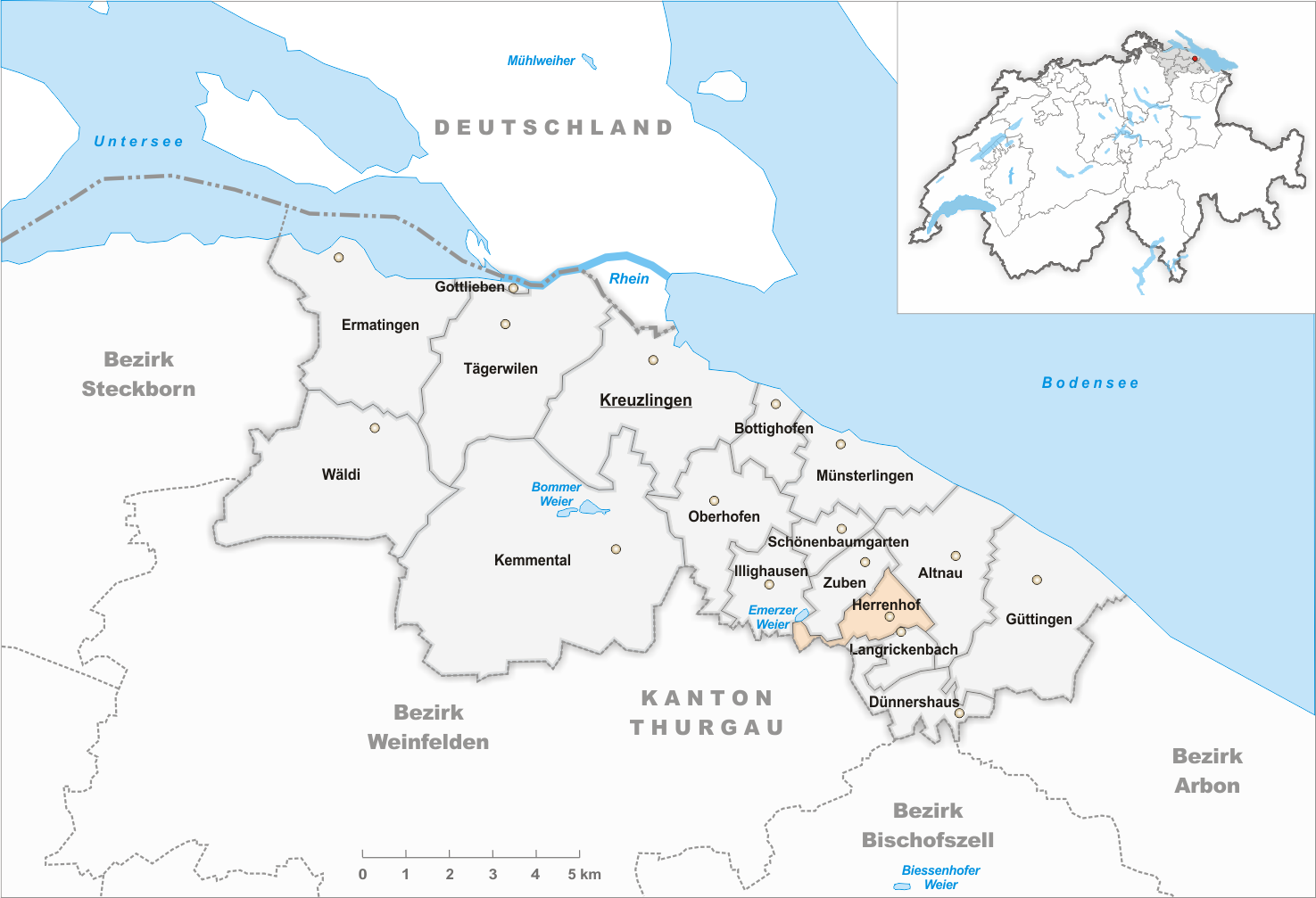
Gemeindestand vor der Fusion im Jahr 1998

Herrenhof ist 1385 als Hof erstmals urkundlich erwähnt. Vor 1798 bildete Herrenhof ein äbtisch-sankt-gallisches Malefizgericht, das vom Romanshorneramt aus verwaltet wurde. Einige Häuser gehörten in die sogenannten Hohen Gerichte, die dem eidgenössischen Landvogt im Thurgau direkt unterstanden. Das mehrheitlich evangelische Herrenhof war stets nach Altnau kirchgenössig.
Im 19. Jahrhundert ersetzten Viehzucht und Milchwirtschaft den bisher vorherrschenden Ackerbau, 1882 wurde eine Käserei errichtet. Daneben boten im 19. Jahrhundert die Kattunweberei und die Blaufärberei sowie um 1900 die Stickerei Zusatzverdienste. Bis heute ist Herrenhof ein Bauerndorf geblieben.

## Bevölkerung
| Jahr         | 1850  | 1880  | 1900  | 1950  | 1990  | 2000  | 2010  | 2018  | 2023  |
| Ortsgemeinde | 222   | 170   | 181   | 177   | 127   |       |       |       |       |
| Ortschaft    |       |       |       |       |       | 149   | 147   | 212   | 271   |
| Quelle       | [ 3 ] | [ 3 ] | [ 3 ] | [ 3 ] | [ 3 ] | [ 4 ] | [ 5 ] | [ 2 ] | [ 6 ] |

Von den insgesamt 271 Einwohnern der Ortschaft Herrenhof am 31. Dezember 2023 waren 83 bzw. 30,6 % ausländische Staatsbürger. 100 (36,9 %) waren evangelisch-reformiert und 67 (24,7 %) römisch-katholisch.